# Печоркіно (Пишминський міський округ)
Печо́ркіно (рос. Печёркино) — село у складі Пишминського міського округу Свердловської області.
Населення — 618 осіб (2010, 614 у 2002).
Національний склад станом на 2002 рік: росіяни — 99 %.